# 金玫
金玫（1940年—2009年1月1日），本名徐秀枝，臺灣新竹新埔人，是1960年代中期紅極一時的台語電影演員，與影后白蘭分庭抗禮，兩人皆擅長詮釋悲劇，特別是孤女、棄婦一類苦命女子。

## 生平
1940年，金玫出生於台灣新竹，從小家裡環境困頓，讓她體認到生活不易。就讀新竹女中初中部二年級時輟學，到台北投靠姐姐。十六、七歲時在政工幹校福利社工作，被該校政治隊發掘，成為該隊雇員，開始其表演生涯。十八歲時開始到美軍俱樂部、中國之友社唱英文歌表演，賺取收入，也曾加入特技團到海外巡演。1959年，參加「王邦夫大力士技術團」，在東南亞巡迴演出，並與團長之弟王民夫結婚。婚後赴香港居住，育有一子，但後來離婚收場。
離婚後，金玫回到了台灣，於1961年加入中華少女歌舞團，並且初次主演以該團為班底的台語電影《阿丁大鬧歌舞團》而出道。1963年主演《素蘭小姐要出嫁》，此後名聲鵲起。此後，金玫多在影片中飾演孤女、棄婦等類型的苦命女子，常和陽明、石軍、奇峰等男明星在電影中搭檔演出，所飾演的悲劇性角色獲得廣大的婦女觀眾迴響。1965年，永新公司老闆戴傳李與石軍、金玫簽約，成為該公司當家男、女主角，首創台語片發行公司旗下擁有基本演員的先例。1967年，金玫離開永新公司，自立門戶。1968年起，台語片逐漸進入蕭條時期，金玫除擔任製片之外，亦接演電影及隨片登台造勢。為當時蕭條市場保住不少票房紀錄。她演出的台語電影作品總計有兩百多部，其間她也拍過《冰點》、《飛天神童》等國語片。
1969年，中國電視公司成立，網羅了金玫等多位台語片演員，出演閩南語連續劇。但此時金玫已經逐漸從鏡頭前淡出，走入幕後擔任製作人。後來與編劇鄧育昆相識結婚，兩人育有一子一女，但婚姻生活後期並不順利。1980 年代，她逐漸淡出影視圈。1988年與鄧育昆離婚。1991年，受國家電影資料館邀約，參加首屆「露天台語片影展」，為搶救台語片而發聲 。後曾開設卡拉OK店。
2009年1月1日，金玫因大腸癌病逝於台北市立聯合醫院忠孝院區，享年69歲。

## 電視劇作品
- 1983年
  - 華視《江南遊龍》江湖兒女  飾孫大娘

## 電影作品
作品列舉如下

| - 1962年 - 《阿丁大鬧歌舞團》 - 《女王蜂》 - 《台灣夜生活》 - 1963年 - 《小財神爺》 - 《三叔公》 - 《歡喜船入港》 - 《女人同情女人》 - 《金色夜叉》 - 《素蘭小姐要出嫁》 - 《草螟雞公》 - 1964年 - 《天生自然》 - 《真珠塔》 - 《港都苦命女》 - 《再會港都》 - 《桃花泣血記》 - 《少女的祈禱》 - 《明日的希望》 - 《誰是犯罪者》 - 《離別月台票》 - 《車馬炮》 - 《誰是犯罪者》 - 《寶島夜船》 - 《請君保重》 - 《悲情城市》 - 《可愛的人》 - 1965年 - 《難忘的車站》 - 《難忘的愛人》 - 《心愛彼個人》 - 《悲戀公路》 - 《阿兵哥》 - 《鐵樹開花》 - 《黃昏故鄉》 - 《黃昏城》 - 《地獄新娘》－飾：家庭教師 白瑞美 - 《只愛妳一人》 - 《女性的命運》 - 《為愛走天涯》 - 《心心相印》 - 《孝女的願望》 - 1966年 - 《悲戀關子嶺》 - 《死光錶》 - 《冰點》 - 《夢中的媽媽》 - 《七歲小逃犯》 - 《難忘的愛人》 | - 1967年 - 《恨你入骨》（I Hate You Deeply） - 《走路新娘》 - 《懷念》 - 《懷念的人》 - 《三八新娘憨子婿》 - 《為著下一代》 - 《普士遍》 - 《賭命三醉客》 - 《賭命拳王》 - 《三聲無奈》 - 1968年 - 《負心的人》 - 《當作沒愛我》 - 《鹹酸甜》 - 《歹竹出好筍》 - 《三鳳震武林》 - 《難忘負心人》 - 《一隻鳥仔》 - 《神鏢》 - 《悲戀的情淚》 - 《心酸的人》 - 《台灣錢淹腳目》 - 《寸草孤兒心》 - 《女人一生》 - 《苦酒滿杯》 - 《難忘負心人》 - 《海邊春情》 - 《秋霜女人心》 - 1969年 - 《母親你在何方》 - 《東南西北》 - 《給我吻一下》 - 《傷心的人》 - 《燒肉粽》 - 《雨夜花》 - 《處女寶鑑》 - 《暗光鳥》 - 《媽媽妳在何方》 - 《寶貴處女》 - 《重逢》 - 1971年 - 《婚夜秘密》 - 《女人與生活》 - 《浪子》 - 1972年 - 《地獄怪女》 - 1975年 - 《妙……》 |

## 榮譽
- 1965年6月22日，金玫獲選「民國54年度國產台語影片展覽會頒獎典禮暨影星大會」之「寶島獎（十大女明星）」獎項（委由《台灣日報》主辦）[7]。

## 外部連結
- 金玫在互联网电影资料库（IMDb）上的資料（英文）